# (1373) Cincinnati
(1373) Cincinnati (aussi nommé 1935 QN) est un astéroïde de la ceinture principale, découvert le 30 août 1935 par le célèbre astronome Edwin Hubble à l'observatoire du Mont Wilson, en Californie. Il s'agit du seul astéroïde qu'il ait découvert.
Il a été nommé en hommage au personnel de l'observatoire de Cincinnati.